# Roseateles depolymerans
Roseateles depolymerans es una bacteria gramnegativa del género Roseateles. Fue descrita en el año 1999, es la especie tipo. Su etimología hace referencia a depolimerización. Es aerobia y móvil. Tiene un tamaño de 0,5 μm de ancho por 2 μm de largo. Forma colonias rosadas. Catalasa negativa y oxidasa positiva. Temperatura óptima de crecimiento de 35 °C. Tiene capacidad para degradar compuestos alifáticos y polímeros aromáticos, por lo que puede descomponer plásticos biodegradables. Contiene bacterioclorofilas, por lo que puede realizar la fotosíntesis. Se ha aislado de agua de río en Japón. 